# Tony Hadley

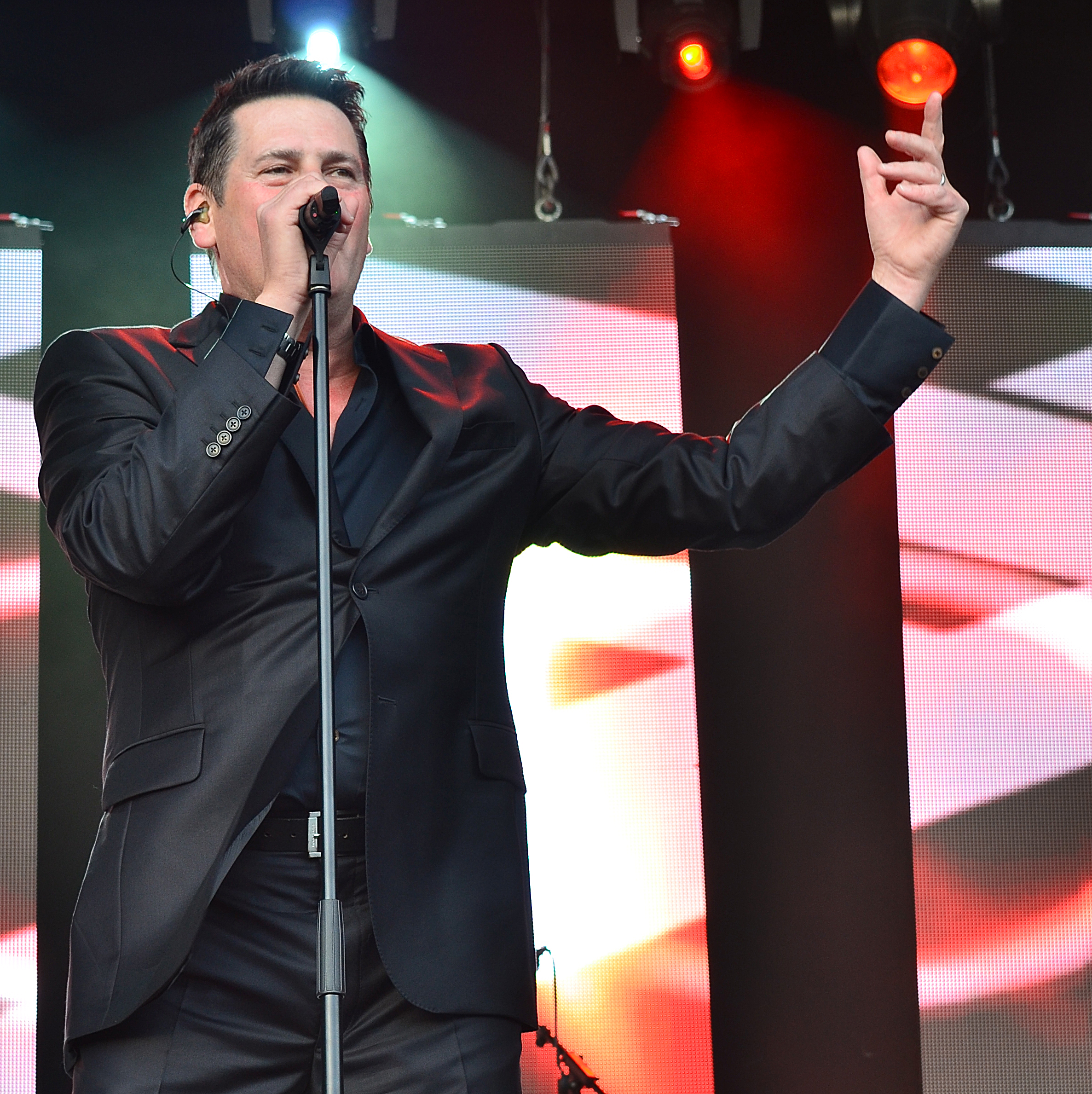
Tony Hadley en 2014.

Anthony Patrick "Tony" Hadley (Londres, 2 de junio de 1960) es un cantante de pop inglés, conocido por ser el vocalista del grupo de los años 80 Spandau Ballet.

## Primeros años
Anthony Patrick Hadley nació en el Royal Free Hospital de Londres, siendo el más pequeño de tres hermanos (tiene una hermana, llamada Lee, y un hermano, Steve). Pensando en hacer la carrera de Medicina, finalmente se decantó por formar una banda junto a sus amigos, bautizada como Spandau Ballet.

## Spandau Ballet
Como miembro de Spandau Ballet, Hadley tuvo un gran éxito internacional en la década de 1980, con temas como "True", "Gold" y "Through the Barricades", así como por intervenir en el concierto Live Aid en 1985. El grupo se disolvió en 1990, después de su último álbum de estudio, Heart Like a Sky, con el que no pudieron obtener el éxito crítico y comercial de sus discos anteriores, como True y Parade, sin que dicho álbum se publicara siquiera en los Estados Unidos. 
En abril de 1999, Hadley, junto con los miembros de la banda Steve Norman y John Keeble, fracasó en su intento de demandar a Gary Kemp por una parte de sus derechos de autor, como principal compositor de la banda. Sin embargo, en los últimos años Norman volvió a estar en buenos términos con Gary y su hermano, Martin Kemp, que solía tocar el bajo en la banda. A principios de 2009, los informes de prensa afirmaron que Spandau Ballet estaba preparando su regreso para ese mismo año. El 25 de marzo de 2009 se confirmó que la banda se había reunido y se embarcaron en una gira por el Reino Unido e Irlanda en octubre de 2009, hasta que finalmente volvieron en 2014, con un disco llamado The Story of Spandau Ballet.

## Carrera en solitario
Una vez disuelta la banda Spandau Ballet en 1990, Tony Hadley emprende su carrera en solitario con la grabación de su primer disco llamado "The State Of Play" que fue lanzado por EMI en 1992. El disco de corte rock americano fue grabado en Estados Unidos.
En 1996 participa en la gira "Night of the proms" por varias ciudades europeas acompañado de otros artistas como Joe Cocker y de una gran orquesta. En esa gira interpretó algunas temas entre ellos "Gold" , "True" o "Through the barricades"
Cinco años después, en 1997 y bajo su propio sello de Slipstream, Hadley grabó un nuevo disco de nombre homónimo versionando algunas de sus  canciones favoritas junto con algún tema inédito compuesto por él como el que dedicó a su hija Toni llamado "She". Esta vez apostó por un sonido diferente al anterior álbum, un pop limpio con abundantes baterías programadas y efectos sonoros. Este disco también incluía una versión del tema "Save a prayer" del grupo rival Duran Duran cantado a dúo con Simon LeBon.
Tras varias actuaciones en el Ronnie Scott's de Birmingham Hadley decide grabar su primer álbum en directo en una de sus numerosas actuaciones en ese local de conciertos. Como fruto nació el disco "Obssession" (editado por Almafame en el año 2000) con un sonido directo en el que una vez más alternaba clásicos como "Under the bridge" de Red Hot Chilli Peppers o "Walking in Memphis" de Marc Cohn con canciones propias. El nombre del disco estaba inspirado en la obsesión de las fanes y su portada tiene el efecto de estar rota o partida por la mitad.
En 2003 Hadley participa en el reality show "Reborn in the USA" del canal ITV y gana el concurso. Poco después se embarca en varias giras junto con Peter Cox y Go West y Martin Fry de ABC.
En 2006 decide cumplir otro deseo pendiente y graba un álbum de swing llamado "Passing Strangers" bajo la discográfica Curb Records, incluyendo clásicos que él escuchaba de joven con su familia como "The mood I'm in" o "Just a gigolo". 
A partir de entonces hay un largo periodo de silencio en cuanto a grabaciones se refiere. Hadley continúa girando por el mundo con sus conciertos y en los periodos 2009-2010 y 2014-2015 se reúne con su antigua banda Spandau Ballet para realizar dos giras mundiales.
Nada más acabar esta última gira con Spandau Ballet, la discográfica Universal de Italia le ofrece grabar un disco de canciones de Navidad que saldría a la venta en el año 2015 con el título  "The Christmas Album". Es disco incluye canciones clásicas navideñas como "Silent Night", así como versiones de otros artistas y algún tema compuesto para la ocasión. También en este periodo, Hadley participa en el popular programa de televisión "I'm a celebrity, get me out of here".
En 2017, Tony Hadley anuncia en un comunicado vía Twitter que deja de ser miembro de la banda Spandau Ballet por circunstancias ajenas a su control.
Tras un largo tiempo de preparación para el siguiente disco, Tony Hadley lanza su sexto álbum de canciones inéditas llamado "Talking to the moon" en 2018. Su sencillo de presentación fue "Tonight belongs to us".
Más tarde tendría que posponer su gira de 40 aniversario por el Covid. No obstante, lo retoma después de la pandemia y anuncia 40 conciertos en los meses de marzo y abril de 2022 en Inglaterra, añadiendo fechas extra en octubre junto a una orquesta para celebrar sus 40 años en la música. Seguidamente extendería esta gira por algunos países europeos.
En 2024 Hadley, gracias a su manager, decide editar un nuevo álbum de swing y acompañarlo de una gira por Inglaterra en el mes de marzo de 2024. El título del álbum es "The mood I'm in" e incluye nuevas grabaciones de covers de swing como "That's life" de Sinatras y otroas. Además incluye algunas pistas remasterizadas de su anterior álbum de jazz "Passing strangers". La gira es todo un éxito y Tony Hadley se confirma como un auténtico "crooner" del siglo XXI mostrando su versatilidad vocal tanto en el pop como en el swing.

## Discografía
1. "The state of play" (1992)
2. "Tony Hadley" (1997)
3. "Obssession" (2000)
4. "Passing strangers" (2006)
5. "The Christmas Album" (2015)
6. "Talking to the moon" (2018)
7. "The mood I'm in" (2024)

## Colaboración
En 1991 colabora con el dúo de rap estadounidense PM DAWN  en el videoclip de la canción "Set Adrift On Memory Bliss", canción que utilizaba la versión melódica del clásico de Spandau Ballet "True" de 1983, apareciendo al final del vídeo.
En 1999 colaboró en el álbum Time Machine de Alan Parsons, cantando el tema "Out of the Blue".
- Datos: Q81624
- Multimedia: Tony Hadley / Q81624